# Nesquik
Nesquik és una marca de cacau en pols d'alta solubilitat en llet propietat de Nestlé. En afegir lecitina es facilita l'emulsificació del cacau a la llet, també a baixa temperatura. L'ingredient principal n'és el sucre (77%).
Fou creada als Estats Units el 1948, amb el nom de Nestlé Quik. Va ser llançada al llarg de la dècada dels anys 50 a Europa amb el nom Nesquik, nom amb què s'unificaria la marca el 1999, quan als EUA i a Austràlia s'abandona la marca anterior. El mateix any van sortir al mercat els Cereals Nesquik, uns cereals pel desdejuni fets de xocolata i blat.
Els principal competidor a la península ibèrica és el Cola Cao de baixa solubilitat i la variant «turbo» d'alta solubilat. S'hi ha d'afegir els batuts clàssics de Cacolat. Segons un estudi del 2012, dues marques cobrien 86% del mercat espanyol, Cola Cao (51%) i Nesquik (35%), la resta provenia de marques blanques.

## La mascota de Nesquik: Nesquik Bunny o Quicky
El 1973, ix als Estats Units d'Amèrica the Quik Bunny, un conill antropomòrfic de dibuixos animats com a mascota de la marca. A Europa i Canadà se'l coneix com a Quicky.
A Europa, tanmateix, hi havia mascotes prèvies: Groquik, un mostre groc a França, personatge creat per Gilbert Mas el 1979 i anomenat Κουικάρας (o Quikáras) «Gran Quik» a Grècia. Hi hagué una versió en titella realitzada per Yves Brunier. També existia Kangurik, el cangur que representava la marca a Portugal. Tots aquests personatges desaparegueren als anys 90 amb motiu del redisseny de Quicky portat a terme per Ramon Casanyes, ideat per Nestlé per uniformitzar el seu producte arreu del món.